# Susan Loepp
Susan Renee Loepp (1967) é uma matemática estadunidense, professora de matemática do Williams College. Pesquisa sobre álgebra comutativa.
Loepp obteve a graduação no Bethel College (Kansas) em 1989, e um Ph.D. em 1994 na Universidade do Texas em Austin, orientada por Raymond Heitmann. Após o pós-doutorado na Universidade de Nebraska-Lincoln assumiu seu cargo atual no Williams College.
É autora com William Wootters do livro Protecting Information: From Classical Error Correction to Quantum Cryptography (Cambridge University Press, 2006).
Recebeu o Deborah and Franklin Tepper Haimo Award for Distinguished College or University Teaching of Mathematics de 2012 da Mathematical Association of America. No mesmo ano foi eleita fellow da American Mathematical Society.